# Luxten Lighting Company
Luxten Lighting Company este o companie producătoare de surse de iluminat din România.
Compania a început producția în 1949.
În anul 1993 compania a fost privatizată primind o infuzie de capital de 18 milioane dolari.
Din 1996 Luxten Lighting a participat și a câștigat licitații publice pentru proiectarea și realizarea iluminatului public în orașe din România.
Cea mai notabilă realizare a fost câstigarea licitației organizată de Primăria Municipiului București pentru reabiliarea și menținerea sistemului de iluminat public.
Contractul a fost semnat pe o perioadă de 15 ani și stipulează o investiție de 75 milioane dolari.
Luxten Lighting Company face parte din LLC Grup, care are sediul central în România și facilități de producție în București și Timișoara.
Grupul Luxten are patru divizii, respectiv ETD (furnizare de electricitate), PLD (iluminat public), Luxten (producător de surse de lumină, accesorii, corpuri și stâlpi) și AEM (aparate de măsură).
Cifra de afaceri în 2008: 113 milioane euro

## Istoric
Luxten a fost fondată în 1993 de omul de afaceri canadian de origine română Zoltan Boszormeny, care a cumpărat de la statul român fabrica de becuri Electrofar București.
În 1998, Luxten a cumpărat fabrica de contoare AEM Timișoara, în care a investit apoi peste 22 de milioane de dolari.
După tranzacție, fondatorul Luxten s-a retras la Monte Carlo și a început să scrie poezii într-un apartament cumpărat de la supermodelul Claudia Schiffer.
În august 2009, proprietarii Luxten erau Claudiu Nicolae Rădulescu, Ionel Pepenica și Olimpia Moica.

## AEM Timișoara
La 1 mai 1970 ia ființă FAEM Timișoara, care avea ca obiect de activitate producerea de aparate de măsură și control: aparate de măsurat mărimi electrice, tensiuni, intensități, puteri, energie electrică, aparate electrice de automatizări.
Doi ani mai târziu se fabrică primul contor electric monofazat și se dezvoltă producția de contoare de energie electrice de tablou și regulatoare.
În perioada 1999-2000, societatea a avut parte de investiții însumând 32 de milioane de euro, iar în anul 2010 cifra sa de afaceri s-a ridicat la 54 de milioane de euro.
În anul 2008, AEM a avut afaceri de 46,3 de milioane euro, de peste trei ori mai mari față de 2007, și un profit net de 4,2 milioane euro.